# 科普 (科羅拉多州)
科普（英語：Cope）是位於美國科羅拉多州華盛頓縣的一個非建制地區。該地的面積和人口皆未知。

## 地理
科普的座標為39°39′49″N 102°51′08″W / 39.66361°N 102.85222°W，而該地的平均海拔高度為1343米（即4406英尺）。